# Sättelin (Patriziergeschlecht)

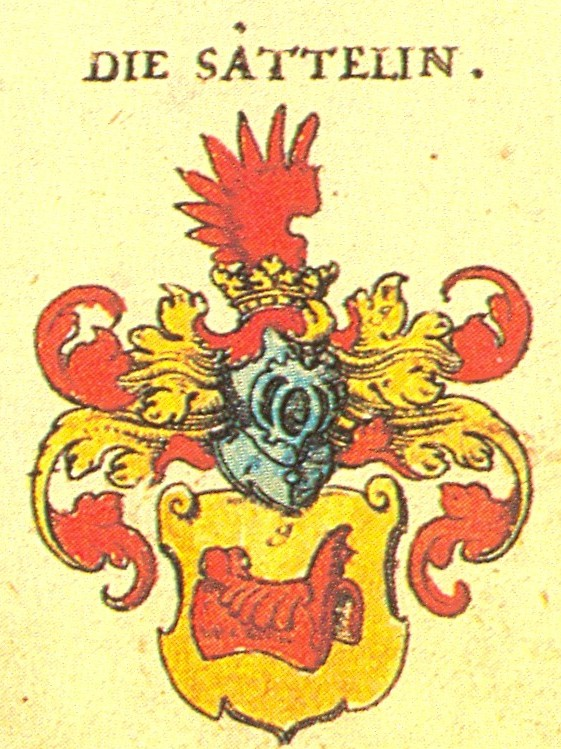
Wappen der Sättelin

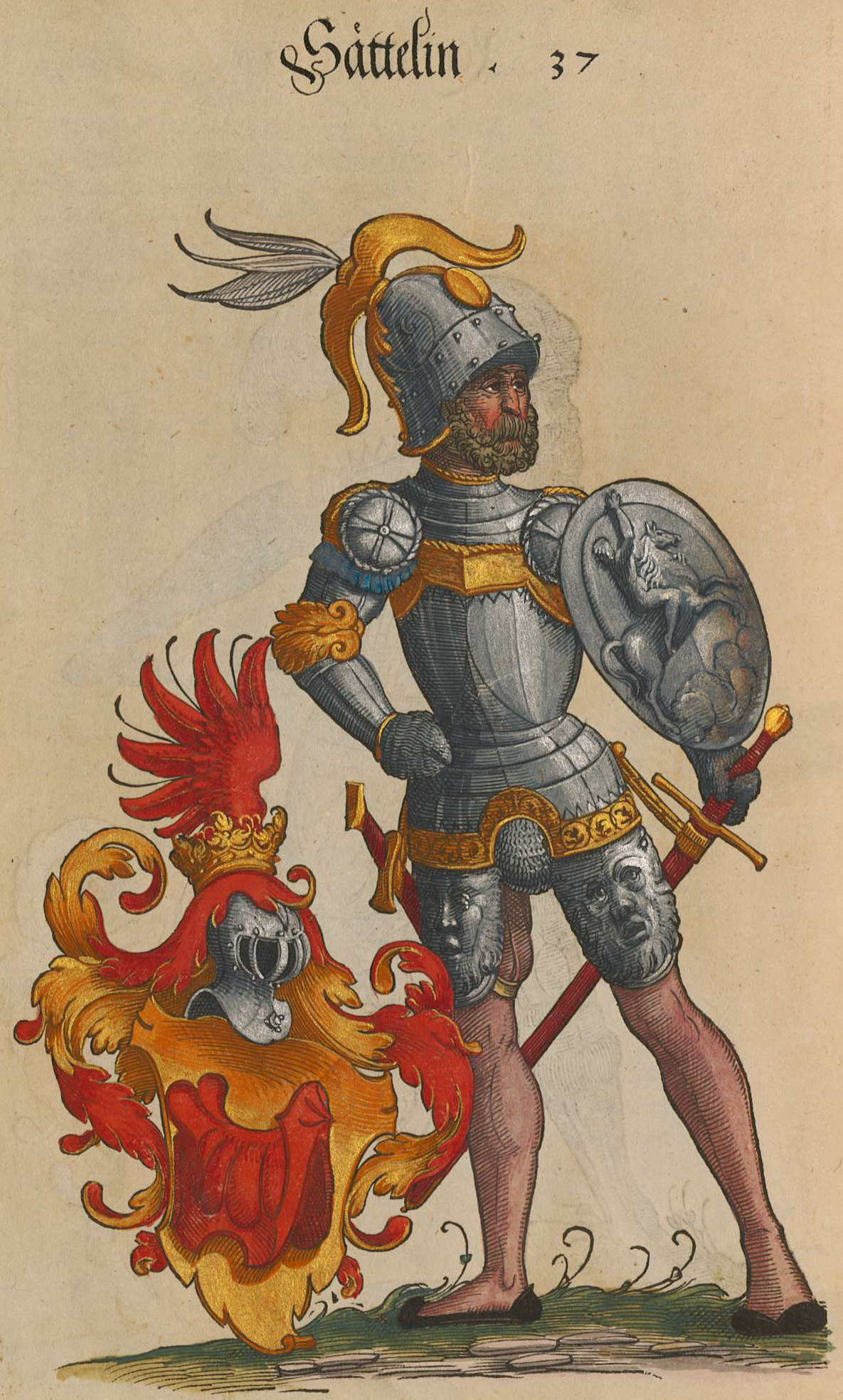
Wappen der Sättelin im Geschlechterbuch von Augsburg

Sättelin, auch Settelin, war der Name eines alten Patriziergeschlechts aus Memmingen und Augsburg.

## Geschichte
Die Sättelin zählten im 15. und 16. Jahrhundert zu den vermögendsten Bürgern von Memmingen. Am 27. August 1453 erlangten die Brüder Heinrich, Michael, Hans und Jos Sättelin von Kaiser Friedrich III. in Grätz einen Wappenbrief. 1455 erwarben die Brüder Jos und Hans Sättelin mit ihrem Schwager, dem Patrizier Jörg Maier, die Herrschaft Eisenburg mit Burg und Dorf Eisenburg, Schweighausen, Amendingen und Trunkelsberg um 6.000 fl. als freies Eigen. Mit Jos seinen Söhnen Hans und Eberhard finden sich die ersten Sättelin als Mitglieder des Memminger Patriziergesellschaft. Seit 1488 gehörten die Sättelin dem Adelsbund Sankt Jörgenschild an. Gordian Sättelin erscheint im frühen 16. Jahrhundert als Kanoniker von St. Johann in Konstanz. Durch die Ehe 1523 mit Elisabeth Herwart, erhielt der Kaufmann Raphael Sättelin († 1552) in Augsburg das Bürgerrecht. Möglicherweise war seine Familie für die Funck-Gesellschaft tätig, oder pflegte zumindest Kontakte zu ihr. Nachdem Raphael Sättelin der Kaufleutezunft beigetreten war, wurde er 1538 in den Augsburger Patrizierstand erhoben. 1549 erfolgte seine Aufnahme in den großen Rat. Später kehrte er nach Memmingen zurück, wo er ohne Erben starb. Christoph Sättelin erhielt auf seine Güter die Blutgerichtsbarkeit. Von Christoph Sättelin († 1553), erwarb dessen Schwiegersohn Sebastian Reichlin von Meldegg die Herrschaft Eisenburg für einen Kaufpreis von 25.000 Gulden. Schließlich verkaufte Eberhard Reichlin die Herrschaft Eisenburg am 1. August 1580 für 60.000 Gulden an die Stadt Memmingen. 1613 bekleidete Gordian Sättelin von Trunkelsberg in Memmingen das Amt des Bürgermeisters. Sein Sohn Georg Christoph Sättelin veräußert 1650 Trunkelsberg. Aus seinen Nachkommen gingen zwei Linien hervor, eine rumänische und eine Sigmaringer, die erst Ende des 19. Jahrhunderts ausstarben. Im 17. und 18. Jahrhundert gehörten die Sättelin in Biberach zum Patriziat. Heute ist die Sättelinstraße im Memminger Ortsteil Eisenburg nach der Familie benannt.